# Werra bis Treffurt mit Zuflüssen

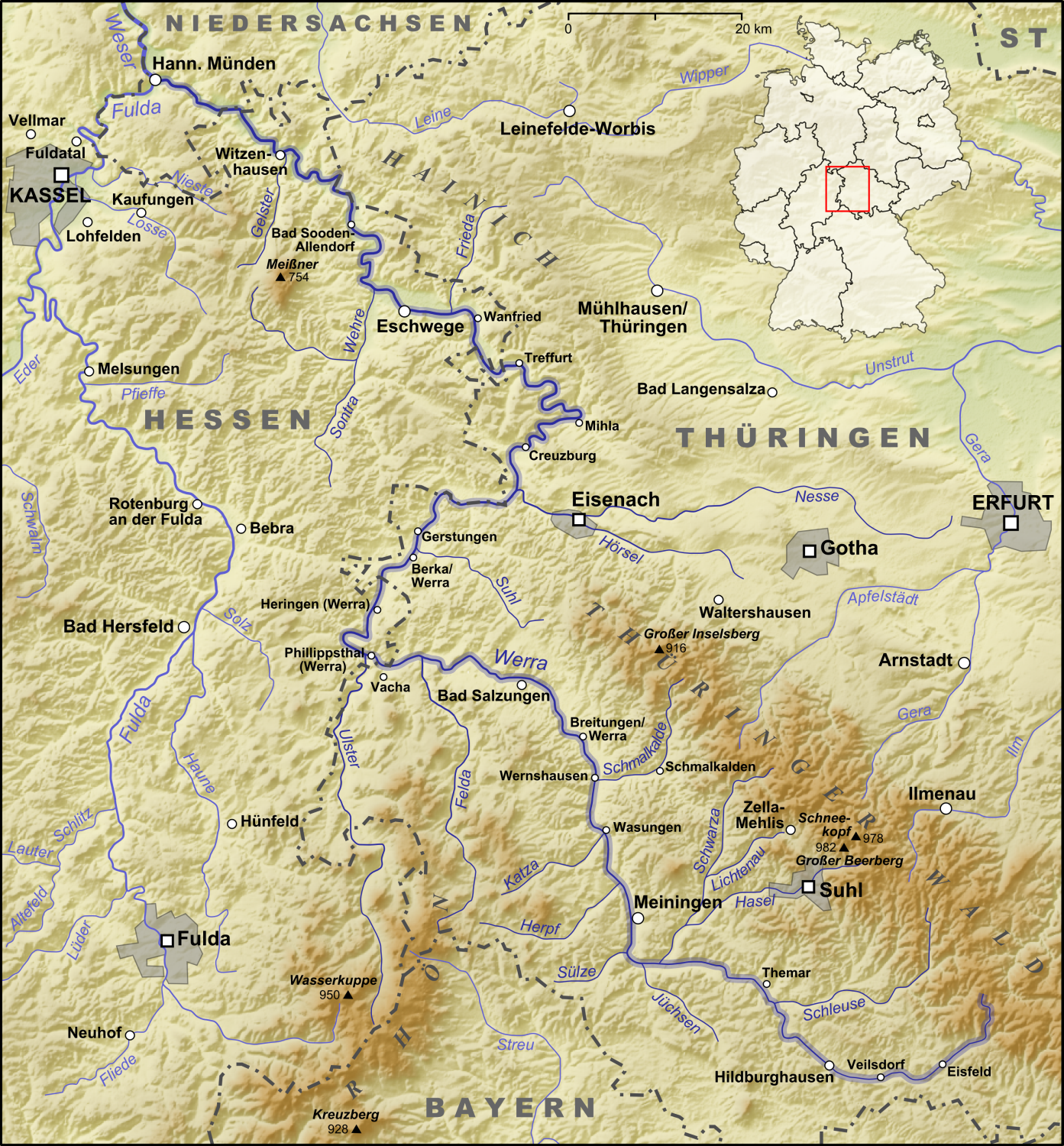
Verlauf der Werra

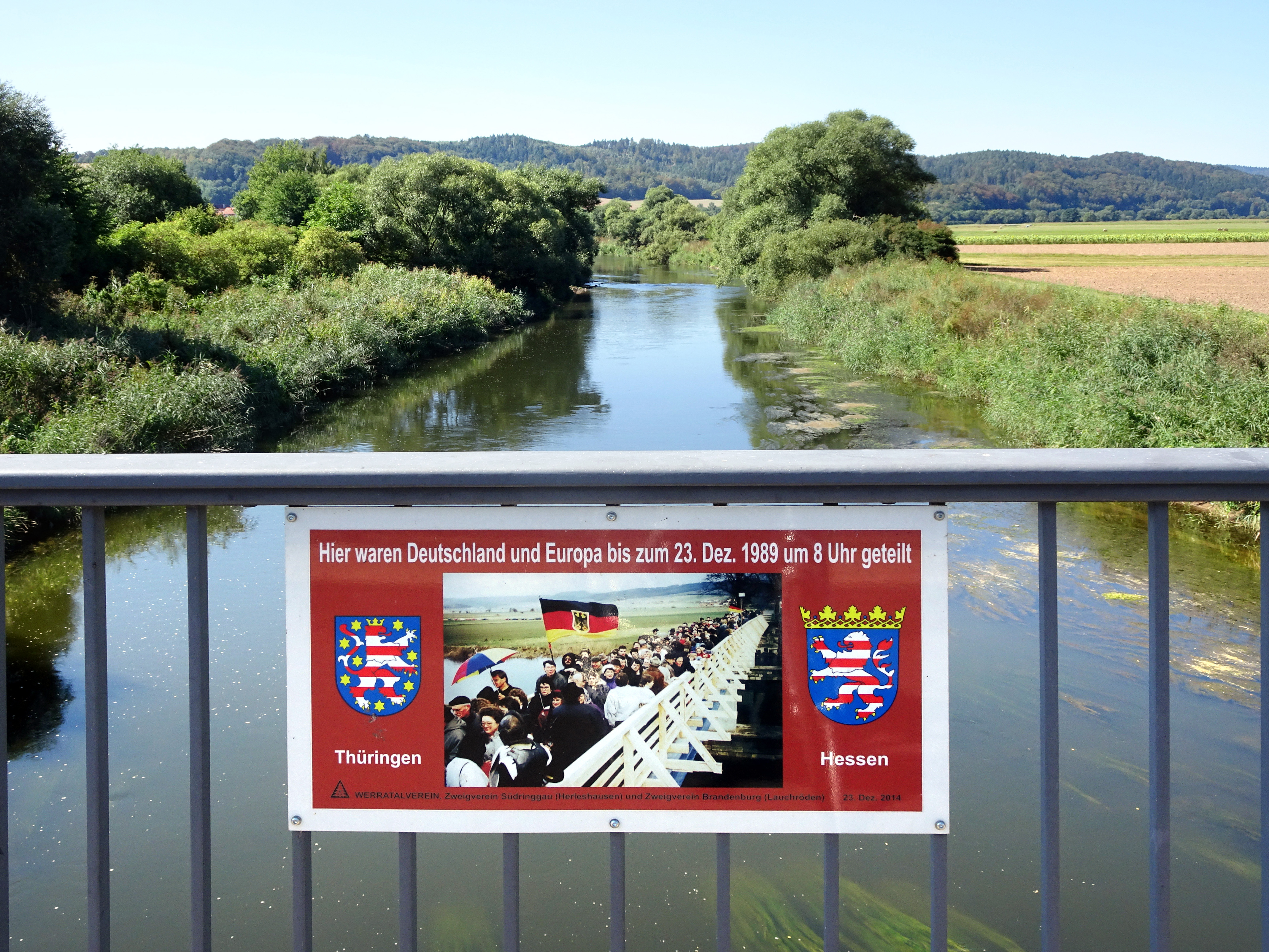
Zwischen Sallmannshausen und Herleshausen verläuft die Landesgrenze in der Flussmitte. Die linke Seite (im Bild rechts) befindet sich im Werra-Meißner-Kreis und gehört zum FFH-Gebiet Werra zwischen Philippsthal und Herleshausen, die rechte Seite liegt im thüringischen Wartburgkreis und ist ein Teil des FFH-Gebiets Werra bis Treffurt mit Zuflüssen

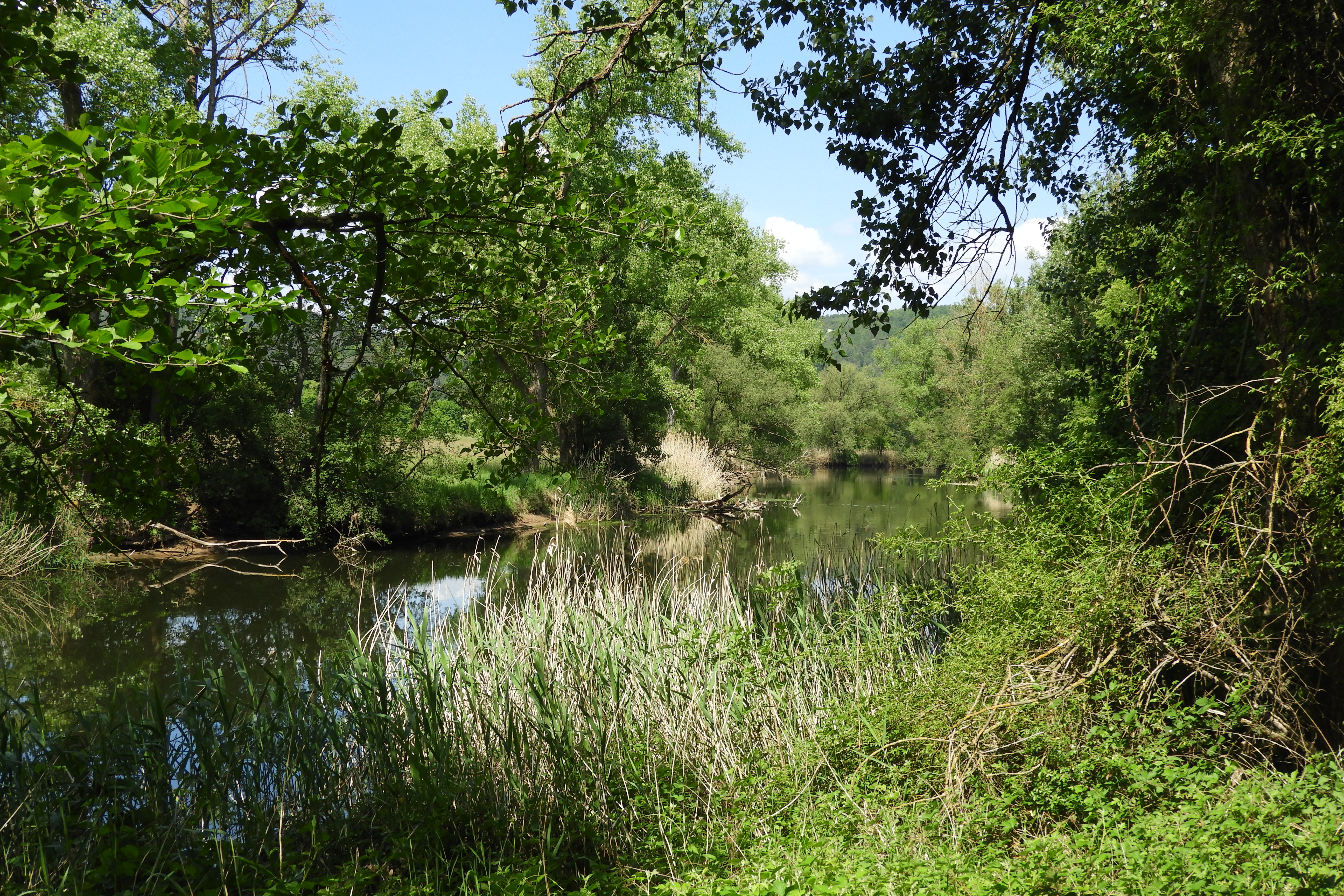
Im Naturschutzgebiet „Alte Werra“

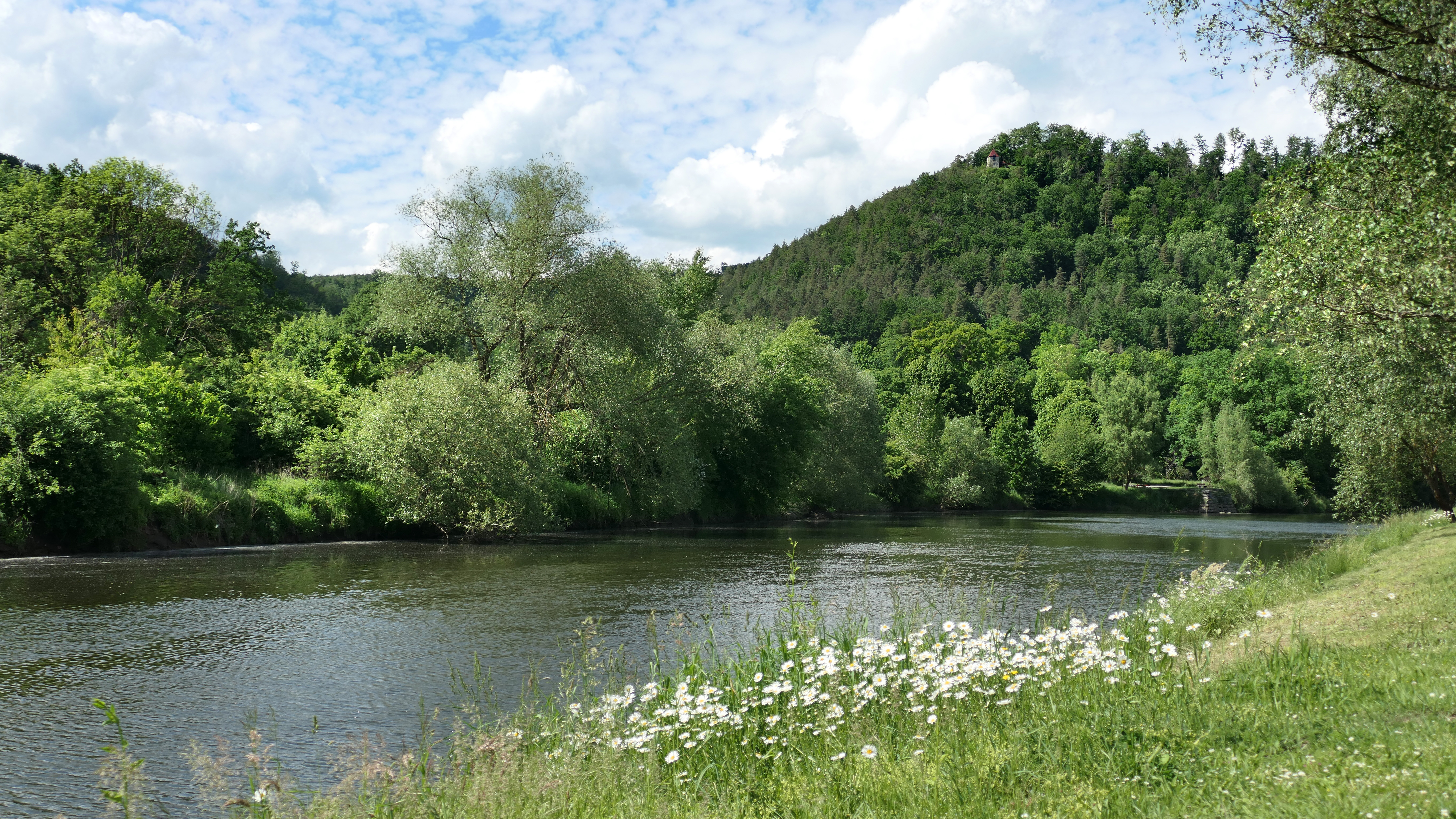
Werra bei Frankenroda

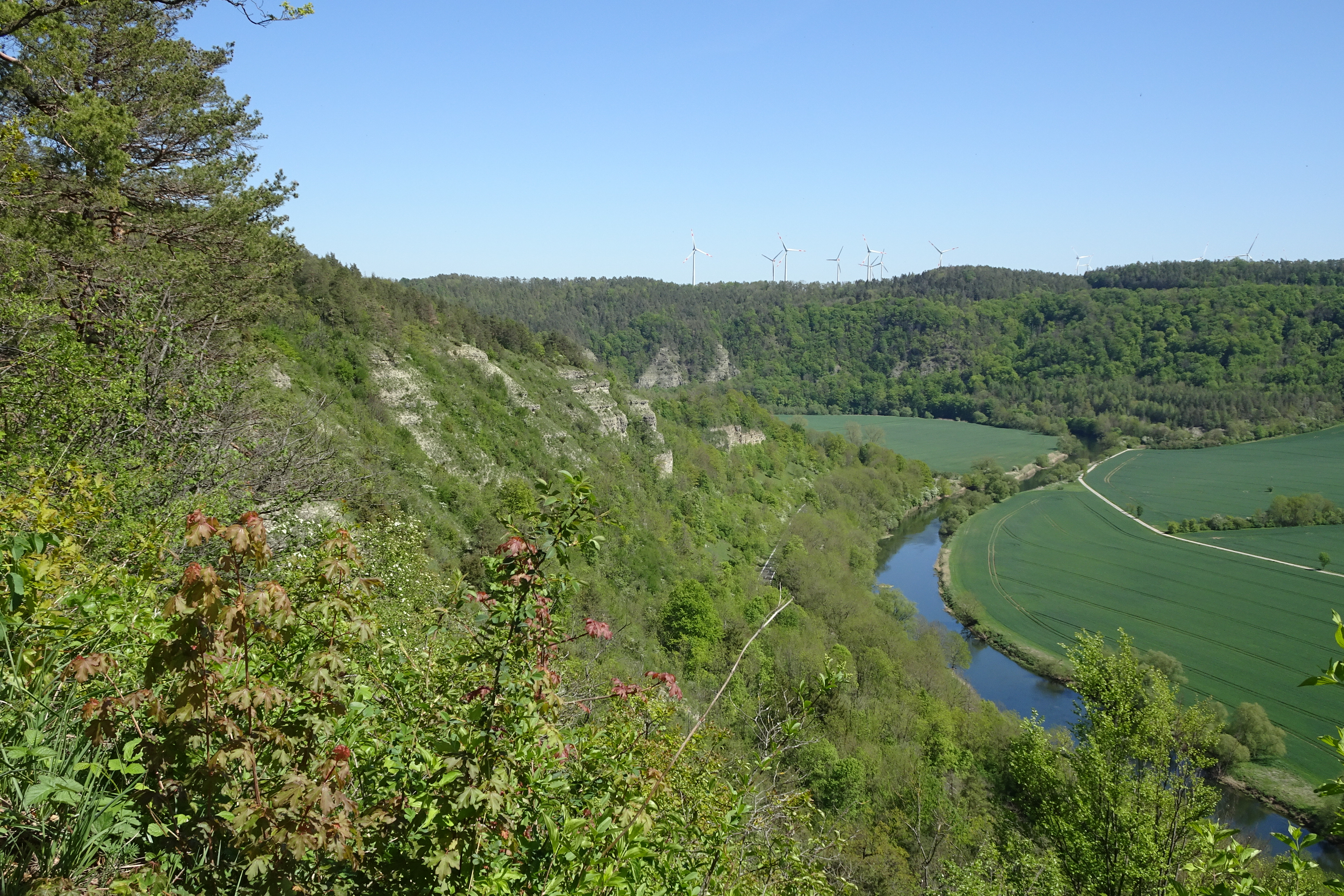
Die Werra unterhalb der Steilhänge der „Ebenauer Köpfe“

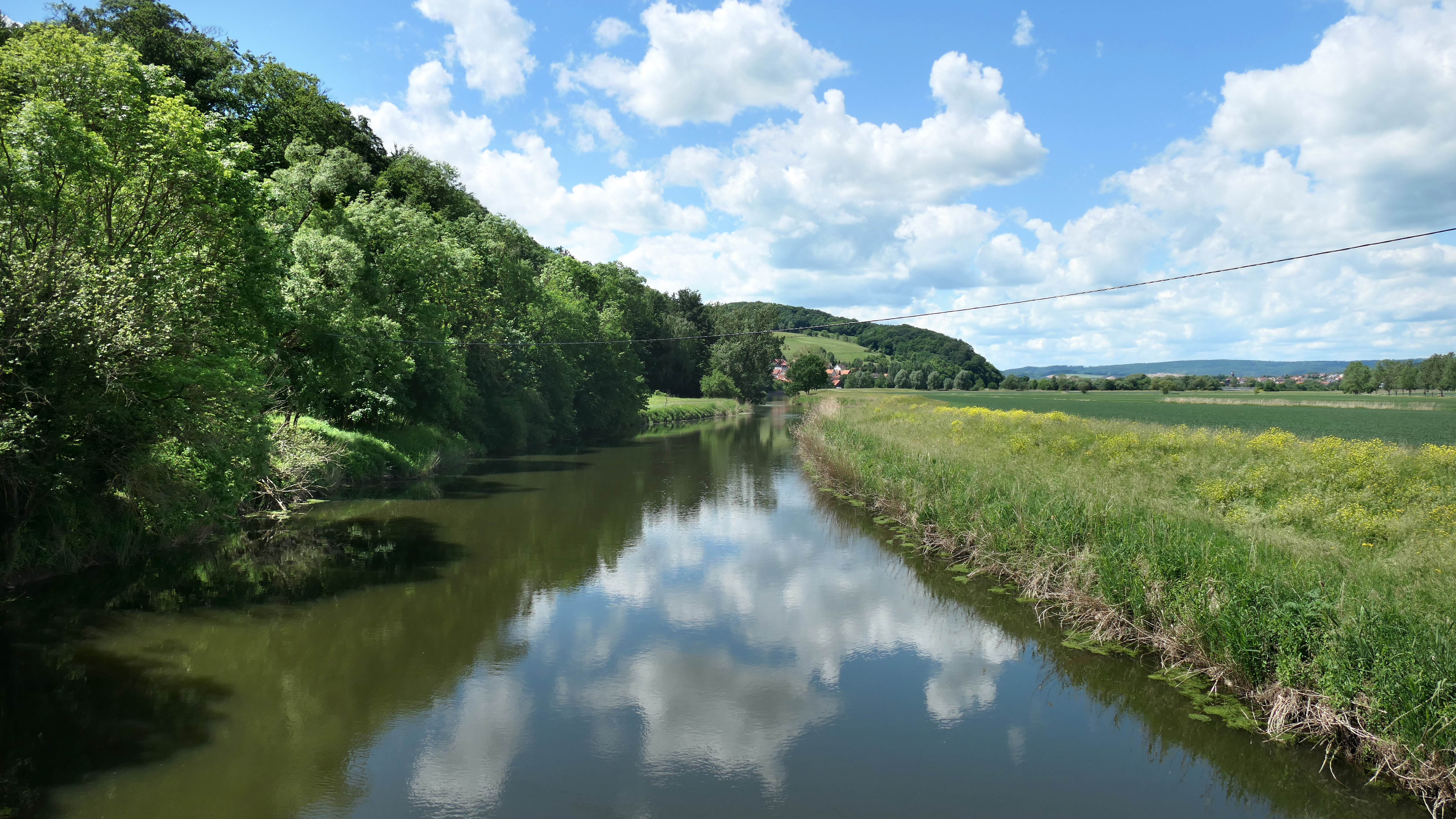
Die Werra bei Wartha

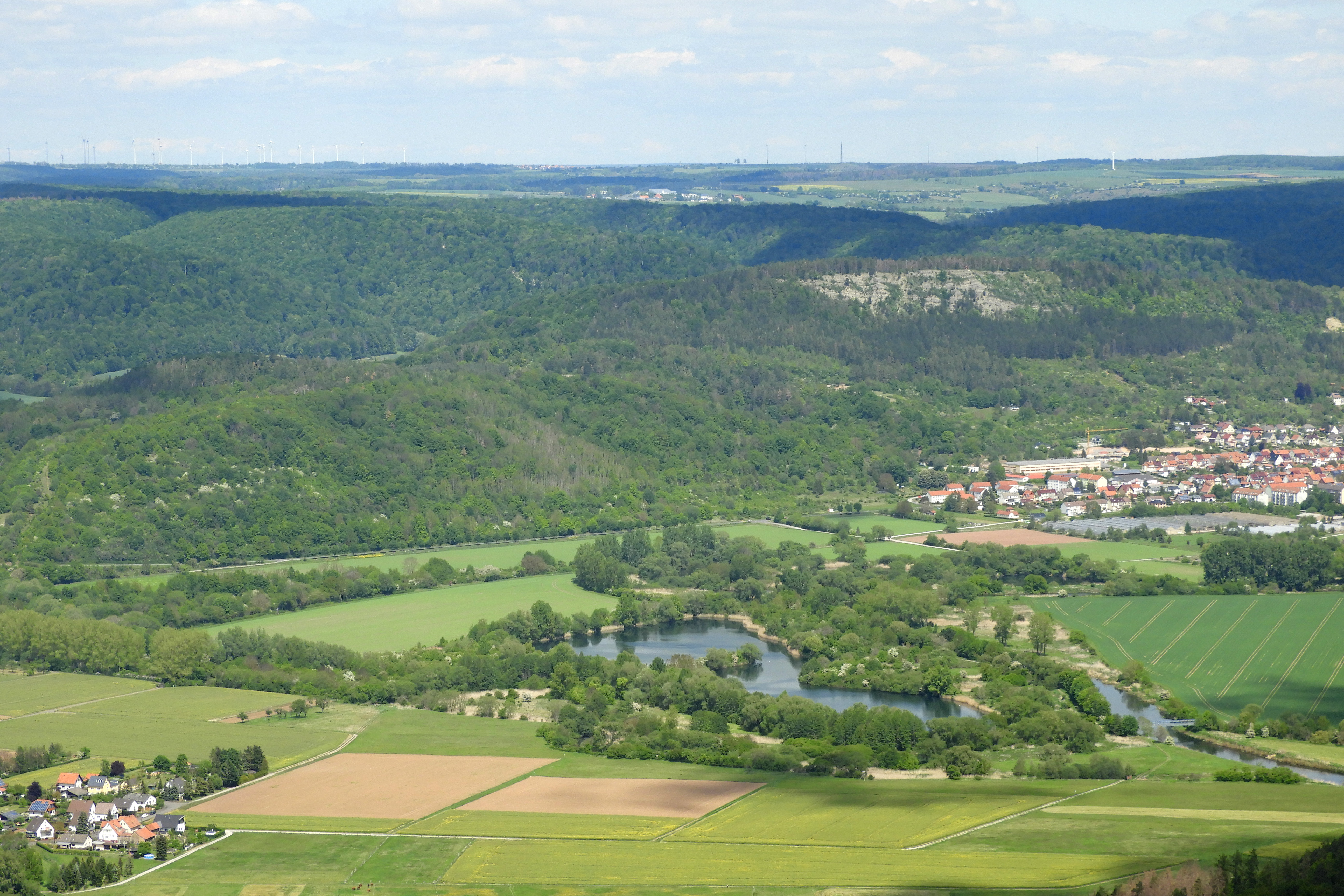
Zwischen Treffurt (im Bild rechts) und Heldra endet das FFH-Gebiet an der Landesgrenze zu Hessen (im Bild unten rechts)

Mit der Bezeichnung Werra bis Treffurt mit Zuflüssen wurde der Flusslauf der Werra in Thüringen, mit einigen der Zuflüsse und einigen der angrenzenden Biotope, als ein Fauna-Flora-Habitat(FFH)-Gebiet in das Schutzgebietsnetz Natura 2000 integriert. Mit der Aufnahme in das länderübergreifende Netz besonderer Schutzgebiete der Europäischen Union sollte das ausgedehnte Fließgewässersystem mit ihrer Fauna, zu der ein für Thüringen bedeutsames Vorkommen der Groppe und des Bachneunauges gehören, geschützt werden. Innerhalb des FFH-Gebiets, das fünf Landkreise und mehrere Naturräume durchzieht, besitzt die Werra eine Fließstrecke von etwa 191 km und zusammen mit den Nebengewässern eine Länge von rund 348 km.

## Lage
Das FFH-Gebiet liegt im westlichen und südwestlichen Thüringen und umfasst den Flusslauf der Werra von ihren Quellbereichen im Thüringer Schiefergebirge bis zur Landesgrenze im Unteren Werrabergland. Mit einbezogen wurden die Nebengewässer Schleuse, Biber, Herpf, Katza, Rosabach und Schwarzbach sowie angrenzende Lebensraumkomplexe in der Werraaue, zu der Auslaugungsseen, Binnensalzstellen und Mähwiesen gehören.
Administrativ befinden sich die geschützten Bereiche in den fünf Landkreisen Sonneberg, Hildburghausen, Ilm-Kreis, Schmalkalden-Meiningen und Wartburgkreis. Der Wartburgkreis besitzt den größten Flächenanteil des Schutzgebiets, gefolgt von den Landkreisen Schmalkalden-Meiningen und Hildburghausen. Nur geringe Gebietsanteile liegen im Landkreis Sonneberg und im Ilmkreis.
Nach der naturräumlichen Gliederung Deutschlands, die auf der Geografischen Landesaufnahme des Instituts für Landeskunde Bad Godesberg basiert, entspringen die beiden Quellen der Werra im Thüringer Schiefergebirge (392.1). Eine Quelle ergießt sich nahe Fehrenbach, auf etwa 797 m, in die sogenannte „Vordere“, die andere, die sich auf einer Höhe von etwa 805 m bei Siegmundsburg befindet, in die „Hintere“ Werra. Dieser Quellbach, der zunächst als Saar bezeichnet wird, vereinigt sich bei Sachsenbrunn mit dem anderen Bach zur eigentlichen Werra. Nach dem Zusammenfluss verlässt die Werra das Gebirge und durchfließt das Südliche Vorland des Thüringer Waldes (390) und gelangt im Salzunger Werrabergland (359) in den Naturraum des Osthessischen Berglands (35). In zwei Bereichen des Salzungen-Herleshausener Werratals (359.1), zwischen Philippsthal und Dankmarshausen sowie zwischen Sallmannshausen und Herleshausen, durchquert die Werra Flächen des Landes Hessen. In der Werraaue von Herleshausen verläuft die Landesgrenze rund neun Kilometer lang in der Mitte der Werra. Hier gehört lediglich die rechte Flussseite zum FFH-Gebiet. Mit dem Eintritt in das Untere Werrabergland (358) im Treffurt-Wanfrieder Werratal (358.1) erreicht die Werra die Landesgrenze und nach einer Gesamtlauflänge von 299 km wird sie, neben der Fulda, zu dem rechten und längeren der beiden Hauptquellflüsse der Weser, die der Nordsee zufließt.
Das innerthüringische, nur landesweit einteilende System der Landesanstalt für Umwelt und Geologie (TLUG) ordnet das FFH-Gebiet den Naturräumen Hohes Thüringer Schiefergebirge–Frankenwald (1.3.3), Meininger Kalkplatten (3.7), Bad Salzunger Buntsandsteinland (2.7), Südthüringer Buntsandstein-Waldland (2.8), Werraaue Meiningen-Vacha (6.7), Werraaue Gerstungen-Creuzburg (6.6)  und Werrabergland-Hörselberge (3.3) zu.

## Unterschutzstellung
Als ein geeigneter Bereich für Natura 2000 wurde die „Werra bis Treffurt mit Zuflüssen“ im Juni 2004 durch das Thüringer Umweltministerium vorgeschlagen und über das Bundesumweltministerium an die EU-Kommission gemeldet. Mit dem Eintrag in die Liste von Gebieten von gemeinschaftlicher Bedeutung folgte im November 2007 die Bestätigung und im Juli 2008 die Aufnahme in das länderübergreifende System besonderer Schutzgebiete innerhalb der Europäischen Union, das die Erhaltung der biologischen Vielfalt zum Ziel hat. Neben dem Gebietsmanagement und dem damit verbundenen Monitoring, forderte die EU eine förmliche Schutzerklärung, die mit der „Thüringer Natura 2000-Erhaltungsziele-Verordnung“ vom 29. Mai 2008 erfolgte. Das FFH-Gebiet „Werra bis Treffurt mit Zuflüssen“, das eine Größe von 2.260 Hektar besitzt, hat die thüringeninterne Kennung 111, die europäische Gebietsnummer 5328-305 und den WDPA-Code 555520705.
Als die Thüringer Meldung für Natura 2000 vorlag, forderte das Bundesamt für Naturschutz vom Land Hessen einen Randabgleich mit den beiden hessischen Teilstrecken, der mit der Einrichtung des FFH-Gebiets Werra zwischen Philippsthal und Herleshausen erfüllt wurde. In diesen hessischen Abschnitten bildet ausschließlich der Fluss das FFH-Gebiet, ohne die angrenzenden Auenbereiche. Nach der Bestätigung als Gebiet von gemeinschaftlicher Bedeutung im November 2007 und der „Verordnung über Natura 2000-Gebiete in Hessen“ vom März 2008 wurden die Verpflichtungen aus den Naturschutz-Richtlinien der Europäischen Union erfüllt. Das FFH-Gebiet besitzt eine Größe von 97,93 Hektar, hat die Gebietsnummer 5125-350 und den WDPA-Code 555520483.

## Die Werra im FFH-Gebiet
Im Rahmen der Umsetzung der Europäischen Wasserrahmenrichtlinie wurde die Werra ab der Einmündung der Schwaba bis zur Landesgrenze nach Hessen als „Schwerpunktgewässer Durchgängigkeit“ ausgewiesen. Ziel ist die Flussrenaturierung durch die Wiederherstellung der Längsverbindung in Fließgewässern. Nach den Angaben im Managementplan des „Fachbeitrags Offenland“ befanden sich in Thüringen in den 2010er Jahren insgesamt 54 Querbauwerke sowie mit dem Hochwasserrückhaltebecken Grimmelshausen eine Talsperre. An siebzehn dieser Standorte wurden Wasserkraftanlagen betrieben. Mit dem Modellvorhaben „Verbesserung und Vernetzung aquatischer Lebensräume“ ist in den Jahren von 2004 bis 2008 ein großer Teil der Wehre unterhalb der Talsperre Grimmelshausen durchgängig gestaltet worden. Es wurden Fischaufstiegsanlagen errichtet und ein Teil der Wehre zurückgebaut. An den meisten Wasserkraftanlagen besteht aber wegen des unzureichenden Fischschutzes noch Handlungsbedarf.
Zu den strukturellen Beeinträchtigungen kommt die hohe Belastung durch die Einleitung von Salzen über Produktionsabwässer oder durch Auswaschungen der Abraumhalden der Kaliindustrie hinzu, die hier bereits seit dem 19. Jahrhundert den Abbau von Kalisalzen betreibt. Sie haben die Werra zum längsten Fließbrackgewässer Deutschlands werden lassen. Durch die Anlage von Pufferbecken in den hessischen Abbaubetrieben wird eine gleichmäßigere, auf die Wasserführung abgestimmte Abgabe angestrebt, dennoch liegen die Salzkonzentrationen der Werra immer noch weit über den in der Wasserrahmenrichtlinie festgelegten Werten für europäische Binnengewässer. Auch ist die Chlorid-Konzentration noch stark erhöht und der ökologische Zustand des Flusses schlecht.

## Schutzziele
In dem FFH-Gebiet sollen, um dem anhaltenden Rückgang von natürlichen Lebensräumen und wildlebender Pflanzen- und Tierarten entgegenzuwirken und um die biologische Vielfalt zu erhalten,
- die naturnahen Abschnitte der Werra von den Quellgebieten mit den Flachmooren bis zu der thüringisch-hessischen Landesgrenze, mit den größten Populationen der Westgroppe und des Bachneunauges in Thüringen und dem Vorkommen des Fischotters,
- die Auslaugungsseen, Altarme und andere Gewässer, zum Teil mit Armleuchteralgen sowie die Lebensräume der Gelbbauchunke und des Nördlichen Kammmolchs,
- die extensiven Mähwiesen und eine Binnensalzstelle mit Lebensräumen des Dunklen Wiesenknopf-Ameisenbläulings sowie
- die Lebensräume einer reichen Fledermausfauna, darunter Bechstein-, Mops- und Teichfledermaus sowie der Kleinen Hufeisennase

erhalten oder gegebenenfalls wiederhergestellt werden.

## Lebensräume
Mit dem Ziel den Zustand des FFH-Gebiets zu dokumentieren, zu bewerten und Maßnahmen zur Sicherung und Entwicklung der relevanten Lebensraumtypen (LRT) und Arten vorzuschlagen, wurden die Flächen entsprechend dem Natura-2000-Erlass des Thüringer Ministeriums für Landwirtschaft, Forsten, Umwelt und Naturschutz nach einem modularen Prinzip untersucht. Die Beschreibung der Waldflächen erstellte im Auftrag des Thüringer Ministeriums für Infrastruktur und Landwirtschaft, mit dem Stichtag 1. Januar 2018, das Forstliche Forschungs- und Kompetenzzentrum von ThüringenForst in Gotha. Mit der Erarbeitung des Fachbeitrags für die Offenlandflächen zwischen April 2018 und November 2019 wurde die Bietergemeinschaft RANA (Büro für Ökologie und Naturschutz Frank Meyer) und INL (Ingenieurbüro für Naturschutz und Landschaftsplanung) beauftragt.
- Prioritäre Lebensraumtypen

Die Kartierungen erfassten sechs Biotoptypen, die als „prioritär“ eingestuft werden, weil sie als vom Verschwinden bedroht gelten und die Europäische Union eine besondere Verantwortung für ihre Erhaltung hat. Zu den Lebensraumtypen die einen besonders hohen Schutzstatus besitzen gehören: Salzstellen im Binnenland (LRT 1340*), Orchideenreiche Kalkmagerrasen (LRT 6210*), Artenreiche Borstgrasrasen (LRT 6230*), Kalkschutthalden der Mittelgebirge (LRT 8160*), Schlucht- und Hangmischwälder (LRT 9180*) und Erlen-Eschen- und Weichholzauenwälder (LRT 91EO*).
- Süßwasserlebensräume

Der wesentliche Ausweisungsgrund für das FFH-Gebiet waren die unterschiedlichen Ausprägungen der Werra und ihrer Zuflüsse. Von den Bereichen der Quellgebiete, um die schnell fließenden Gebirgsbäche bis hin zu den langsam strömenden Flussabschnitten, wurden fünf Lebensraumtypen registriert: Nährstoffarme Stillgewässer mit Armleuchteralgen (LRT 3140), Nährstoffreiche Stillgewässer mit Laichkraut- oder Froschbiss-Gesellschaften (LRT 3150), Gipskarstseen auf gipshaltigem Untergrund (LRT 3190), Fließgewässer mit üppiger Wasservegetation (LRT 3260) und Flüsse mit Schlammbänken (LRT 3270)
- Natürliches oder naturnahes Grasland

Dazu gehören die Feuchten Hochstaudenfluren (LRT 6430) an Gewässerufern, auf Flussschottern und an Waldrändern, die Mageren Flachland-Mähwiesen (LRT 6510), die fast über das gesamte Gebiet verteilt liegen sowie die Berg-Mähwiesen (LRT 6520), die im Schiefergebirge und im Thüringer Wald vorkommen.
- Moore

Übergangs- und Schwingrasenmoore (LRT 7140). Die grundwasserbeeinflussten Moore mit einer torfbildenden Vegetation kommen kleinflächig am Grund von Gebirgstälern und im Komplex mit Bergwiesen vor.
- Felsige Lebensräume

Vegetationsarme Felswände des Lebensraumtyps Kalkfelsen mit Felsspaltenvegetation (LRT 8210) sind im Gebiet nur im Bereich zwischen Leutersdorf und Vachdorf vorhanden.
- Wälder

Die Wälder, die im FFH-Gebiet wachsen, werden den Lebensraumtypen Hainsimsen-Buchenwald (LRT 9110), Waldmeister-Buchenwald (LRT 9130), Orchideen-Buchenwald (LRT 9150), Labkraut-Eichen-Hainbuchenwald (LRT 9170) und Fichtenwälder der hohen Mittelgebirge und Alpen (LRT 9410) zugeordnet.

## Arten nach Anhang II der FFH-Richtlinie
Für das FFH-Gebiet sind an die EU mit dem Standarddatenbogen die Vorkommen von elf Arten des Anhangs II der FFH-Richtlinie übermittelt worden, die als „von gemeinschaftlichem Interesse“ gelten und für deren Erhaltung besondere Schutzgebiete im Natura-2000-Netz ausgewiesen werden müssen:
- In der Werra und in ihren Nebengewässern befindet sich das größte zusammenhängende Gebiet mit Vorkommen der zu den Rundmäulern gehörenden Bachneunaugen in Thüringen, weshalb das FFH-Gebiet für den Erhalt dieser Art von landesweiter Bedeutung ist. Außerdem besitzt das Gebiet eine große Anzahl der Groppen, Kleinfische die hohe Ansprüche an die Wasserqualität stellen und sich am Boden kiesig-steiniger Flussabschnitte aufhalten, wo sie sich von Pflanzenteilen und kleinen Bodentieren ernähren.
- Das FFH-Gebiet bietet Habitate den Amphibien Gelbbauchunke, die in Thüringen als „vom Aussterben bedroht“ gilt und Nördlichem Kammmolch, dessen Art wegen der anhaltenden Lebensraumverluste in Thüringen gefährdet ist.
- Der Fischotter galt in Thüringen seit Mitte der 1970er Jahre als verschollen. Untersuchungen in den beiden letzten Jahrzehnten in ausgewählten Gebieten belegen eine kontinuierliche Wiederbesiedlung. Im FFH-Gebiet stagniert die Ausbreitung des Fischotters seit einiger Zeit, die Populationsgröße bewegt sich hier auf einem niedrigen Niveau. Nachweise existieren für die Werra zwischen Harras und Vacha, fehlen jedoch bislang vollständig für die Werra unterhalb Dankmarshausen.
- Bechstein-, Mops- und Teichfledermaus, Kleine Hufeisennase und Großes Mausohr sind im Gebiet lebende Fledermausarten die, wie alle in Deutschland vorkommenden Fledermäuse, streng geschützt sind und auf den Roten Listen der bedrohten Tierarten stehen.
- Unter den Tagfaltern gehört der Dunkle Wiesenknopf-Ameisenbläuling in den verschiedenen Offenlandbereichen zu den Schmetterlingen, die so schwerwiegend bedroht sind, dass sie voraussichtlich aussterben, wenn sich die Zerstörung ihrer Lebensräume fortsetzt. In seinem komplexen Entwicklungszyklus ist der Bläuling auf das Vorhandensein von Beständen des Großen Wiesenknopfes und eine ausreichende Anzahl von Nestern der Wirtsameisen angewiesen.
- Darüber hinaus ergab sich bei den Untersuchungen für den Managementplan Nachweise des Europäischen Bibers, einer weiteren Art nach Anhang II. Vermutlich ausgehend von verschiedenen Wiederansiedlungsprojekten in Bayern und Hessen ist der Biber an der Werra in Thüringen inzwischen fest etabliert und breitet sich weiter aus. Außerdem gab es im Rahmen der Erfassungen Nachweise der Spanischen Flagge, auch Russischer Bär genannt. Der Nachtfalter aus der Unterfamilie der Bärenspinner ist in Thüringen nur regional verbreitet.

## Geschützte Gebiete

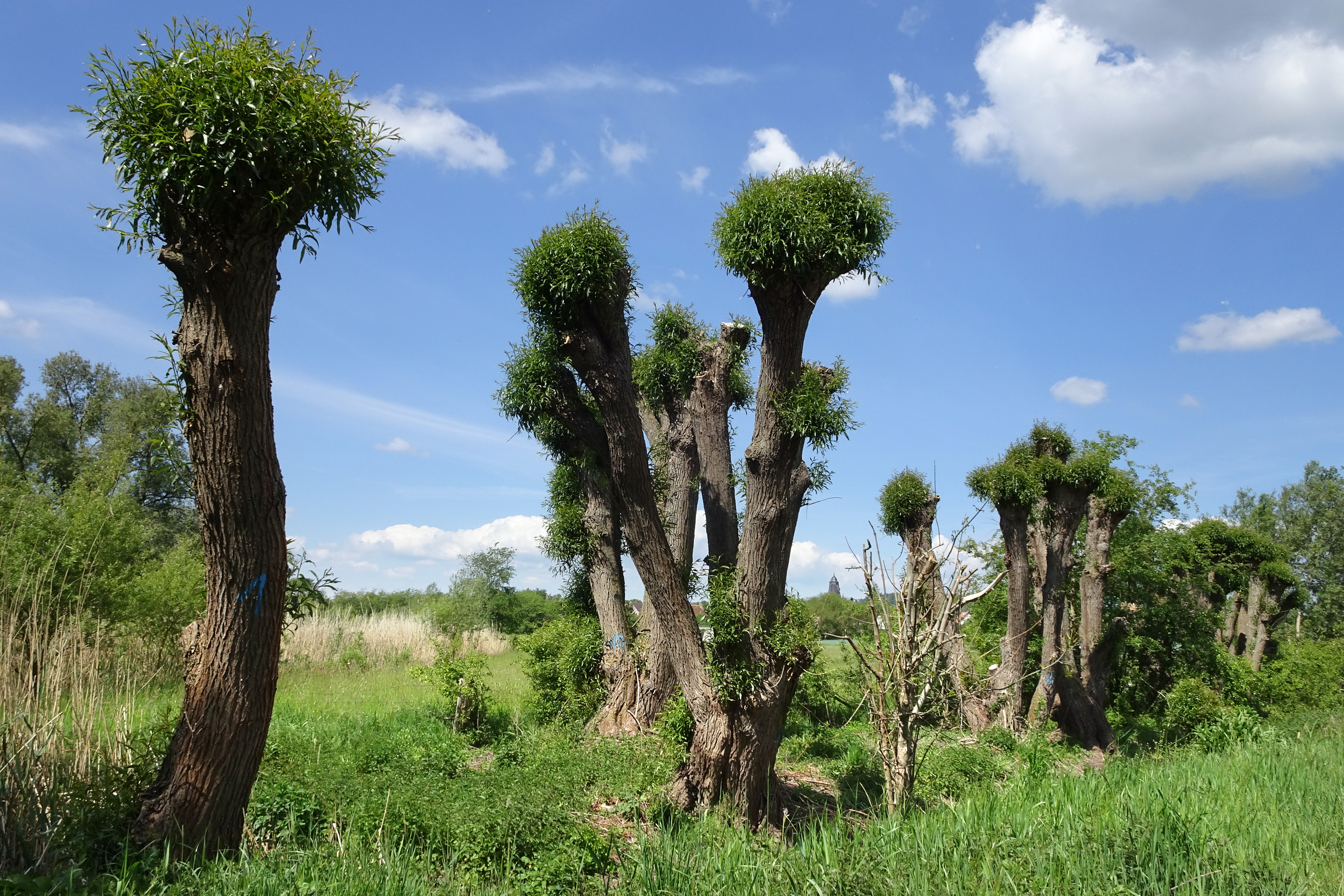
Kopfweiden am Fluss im Naturschutzgebiet „Werraaue bei Berka und Untersuhl“

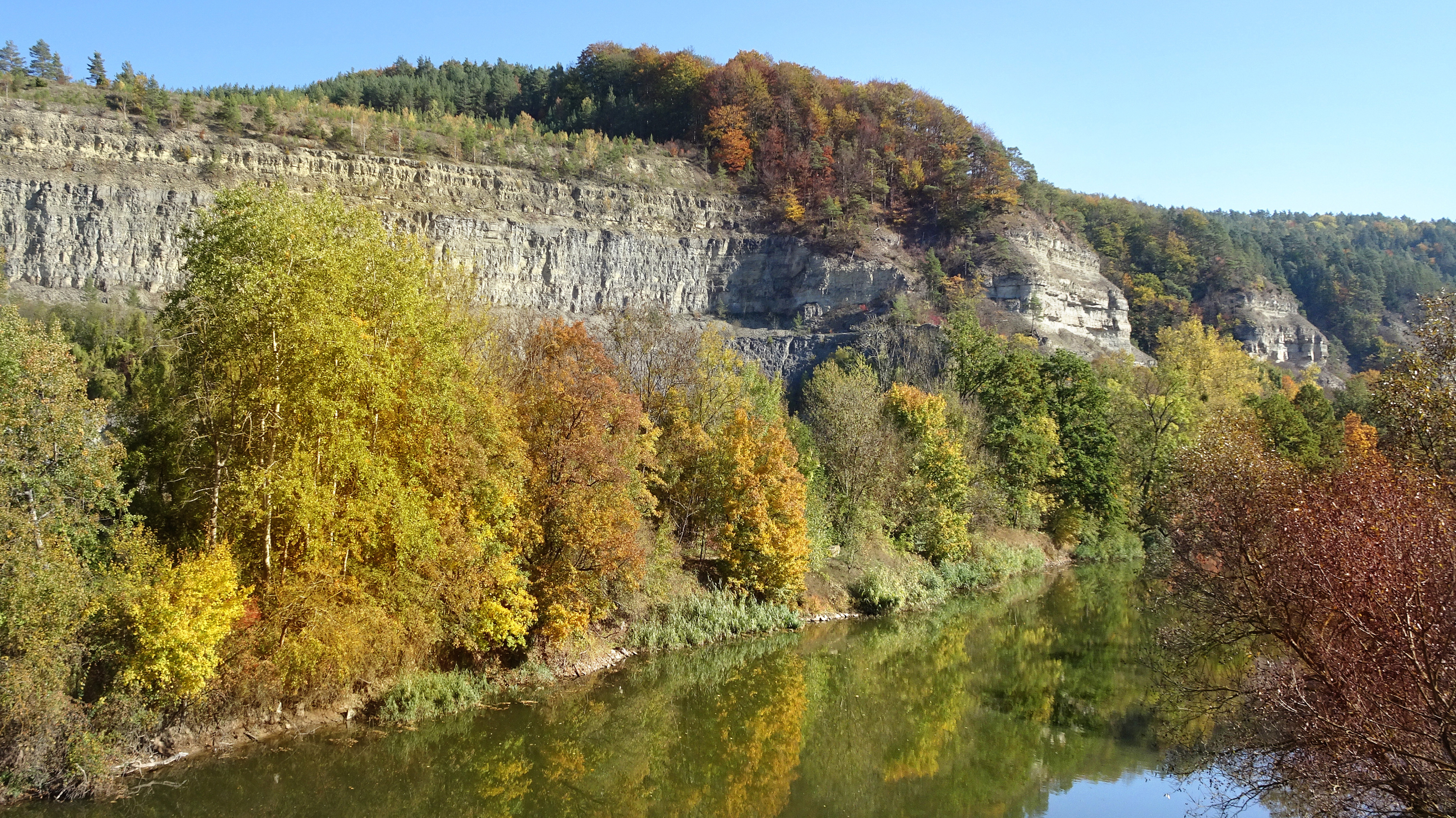
Das Zentrum der Nordmannssteine prägen fast senkrechte Felswände

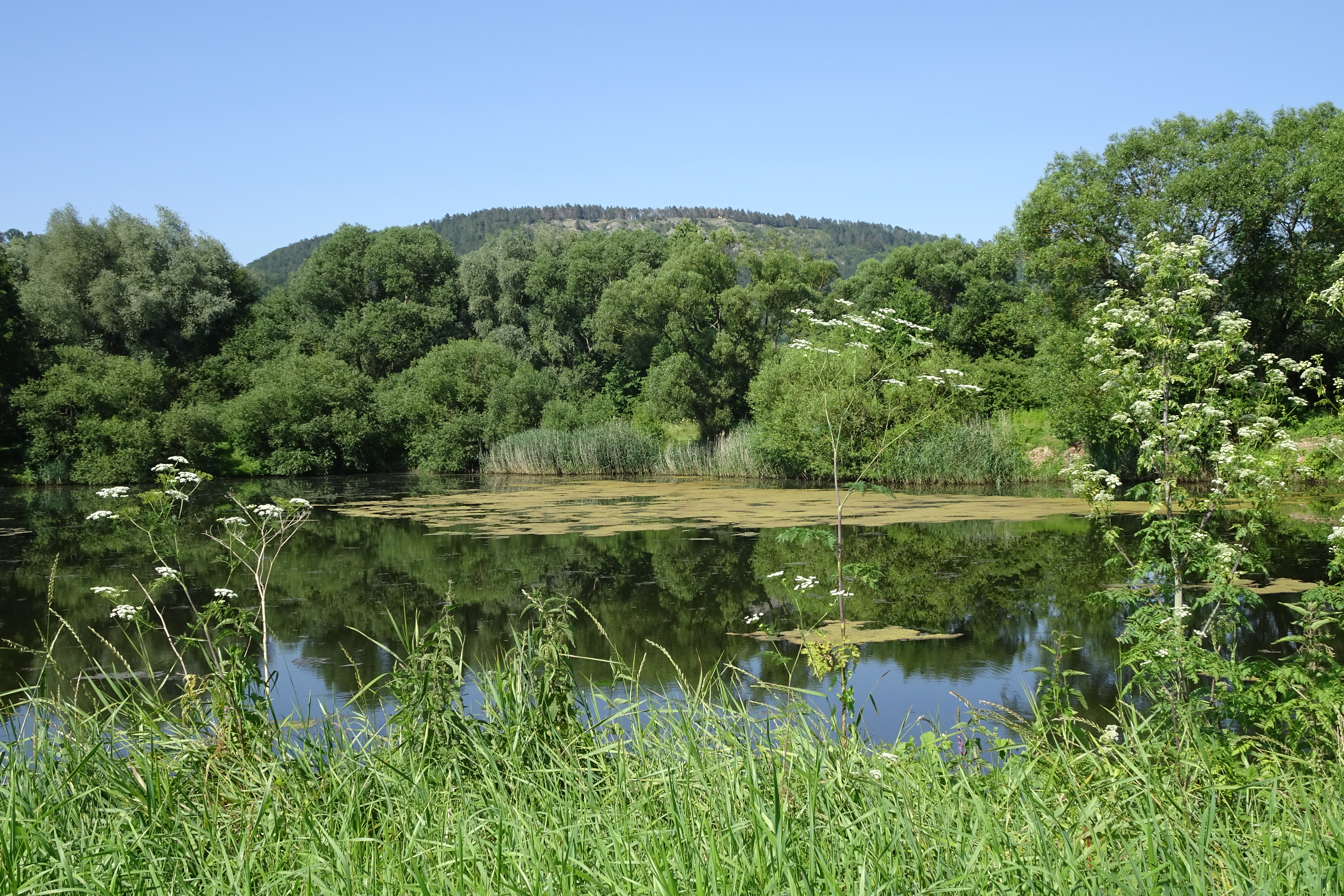
Naturschutzgebiet „Werraaue bei Treffurt“

Im FFH-Gebiet bestehen Überschneidungen mit Naturparks, Biosphärenreservaten, Landschaftsschutzgebieten und dem Grünen Band sowie mit Vogelschutz- und Naturschutzgebieten. Es beinhaltet außerdem Naturdenkmale, Flächennaturdenkmale und Geschützte Landschaftsbestandteile.
Teile des FFH-Gebiets liegen in zwei Naturparks: Im südlichen Landkreis Hildburghausen in dem „Naturpark Thüringer Wald“, im nördlichen Wartburgkreis in dem „Naturpark Eichsfeld-Hainich-Werratal“. Nur sehr geringe Flächenanteile besitzt es an den Biosphärenreservaten der UNESCO „Thüringer Wald“ und „Rhön“. Auf ihrem Weg durchfließt die Werra auch die Landschaftsschutzgebiete „Thüringer Wald“ (WDPA20896), „Hildburghäuser Wald“ (WDPA20788) und „Thüringische Rhön“ (WDPA20897). Zusammen besitzen die Landschaftsschutzgebiete im FFH-Gebiet eine Fläche von rund 446 Hektar, was knapp 20 Prozent ausmacht. In den Abschnitten im nördlichen Teil des FFH-Gebiets, in der die Landesgrenze zu Hessen auf die trifft, wurde die Ostseite der ehemaligen innerdeutschen Grenze in den Kernbereich des Nationalen Naturmonuments „Grünes Band Thüringen“ aufgenommen.
Unter den Schutzgebieten, die zu verschiedenen Kategorien gehören und das FFH-Gebiet überlagern, sind vier Vogelschutzgebiete mit einer Gesamtfläche von 1.157 Hektar, das einem Anteil von rund 51 Prozent entspricht:
- „Werra-Aue zwischen Breitungen und Creuzburg“ (SPA18, DE5127-401, WDPA555537614), deren Teilgebiete sich mit 907,86 Hektar entlang des Werratals von Breitungen im Süden bis nach Creuzburg im Norden erstrecken,
- „Thüringische Rhön“ (SPA19, DE5326-401, WDPA555537648), das aber nur mit rund 2,5 Hektar das FFH-Gebiet überlagert,
- „Mittlerer Thüringer Wald“ (SPA26, DE5430-401, WDPA555537667), das einen Flächenanteil von etwa 39,8 Hektar besitzt und
- „Westliches Thüringer Schiefergebirge“ (SPA27, DE5432-401, WDPA555537668), das mit 199 Hektar im FFH-Gebiet liegt.

Insgesamt vierzehn ausgewiesene Naturschutzgebiete überschneiden die Werra bis Treffurt mit Zuflüssen:
- Stäte (TH141, WDPA165645), mit einem mit Wald bestandenen Steilhang des „Weißen Berges“ zwischen Ratscher und Schleusingen im Landkreis Hildburghausen.
- Arnstein (TH138, WDPA162242), mit dem steilen Abfall des Arnsteins zur Werraaue hin und seinen artenreichen Trocken- und Feuchtbiotopen nördlich von Leutersdorf im Landkreis Schmalkalden-Meiningen.
- Hembachwald (TH 127, WDPA163631), ein Waldgebiet zwischen den Ortschaften Helmershausen und Bettenhausen im Landkreis Schmalkalden-Meiningen.
- Schwarzbacher Grund (TH348, WDPA319091), ein Kerbsohlental mit einem mäandrierenden Bach und begleitenden Auenbiotopen bei Schwarzbach im Landkreis Schmalkalden-Meiningen.
- Forstloch - Riedwiesen (TH137, WDPA163134), eine von natürlichen Auslaugungsseen und Grünlandbereichen geprägte Auenlandschaft im Landkreis Schmalkalden-Meiningen und im Wartburgkreis, südlich von Barchfeld.
- Erlensee - Maiwiesen (TH 226, WDPA555690940), Lebensraum von wiesenbrütenden Vögeln und salzliebenden Pflanzenarten zwischen Bad Salzungen und Immelborn im Wartburgkreis.
- Karrenwiesen (TH 225, WDPA344591), ein Grünlandbereich in der Werraaue als Habitat für seltene Vögel und Insekten nordöstlich von Leimbach im Wartburgkreis.
- Werraaue mit Altarmen bei Unterrohn (TH224, WDPA319315), mit einem strukturreichen Abschnitt der Werraaue südlich von Unterrohn und nördlich von Kaiseroda im Wartburgkreis.
- Brühl von Merkers (TH223, WDPA555588708), mit ausgedehnten Wiesen und wasserführenden Gräben an der südöstlichen Seite des Krayenbergs im Wartburgkreis.
- Werraaue bei Berka und Untersuhl (TH216, WDPA166255), mit einer ebenen holozänen Aue mit Mäandern, Altwässern und Grünland zwischen Dippach und Gerstungen im Wartburgkreis.
- Alte Werra (TH214, WDPA162103), mit einem vielgestaltigen Auenkomplex mit mäandrierender Werra, Altwasserresten und durch Lehmabbau entstandene Stillgewässer nördlich von Gerstungen im Wartburgkreis.
- Wilhelmsglücksbrunn (TH 210, WDPA319334), mit Feuchtwiesen, Schilfröhrichten und einer kleinen Binnensalzstelle südlich von Creuzburg im Wartburgkreis.
- Klosterholz und Nordmannssteine (TH 024, WDPA164150) mit steilen Muschelkalkfelsen und reichem Arteninventar nördlich von Creuzburg im Wartburgkreis.
- Werraaue Treffurt (TH 208, WDPA166254), mit Kiesgruben, größeren Röhricht- und Riedflächen.[1][15]

## Besucherhinweis

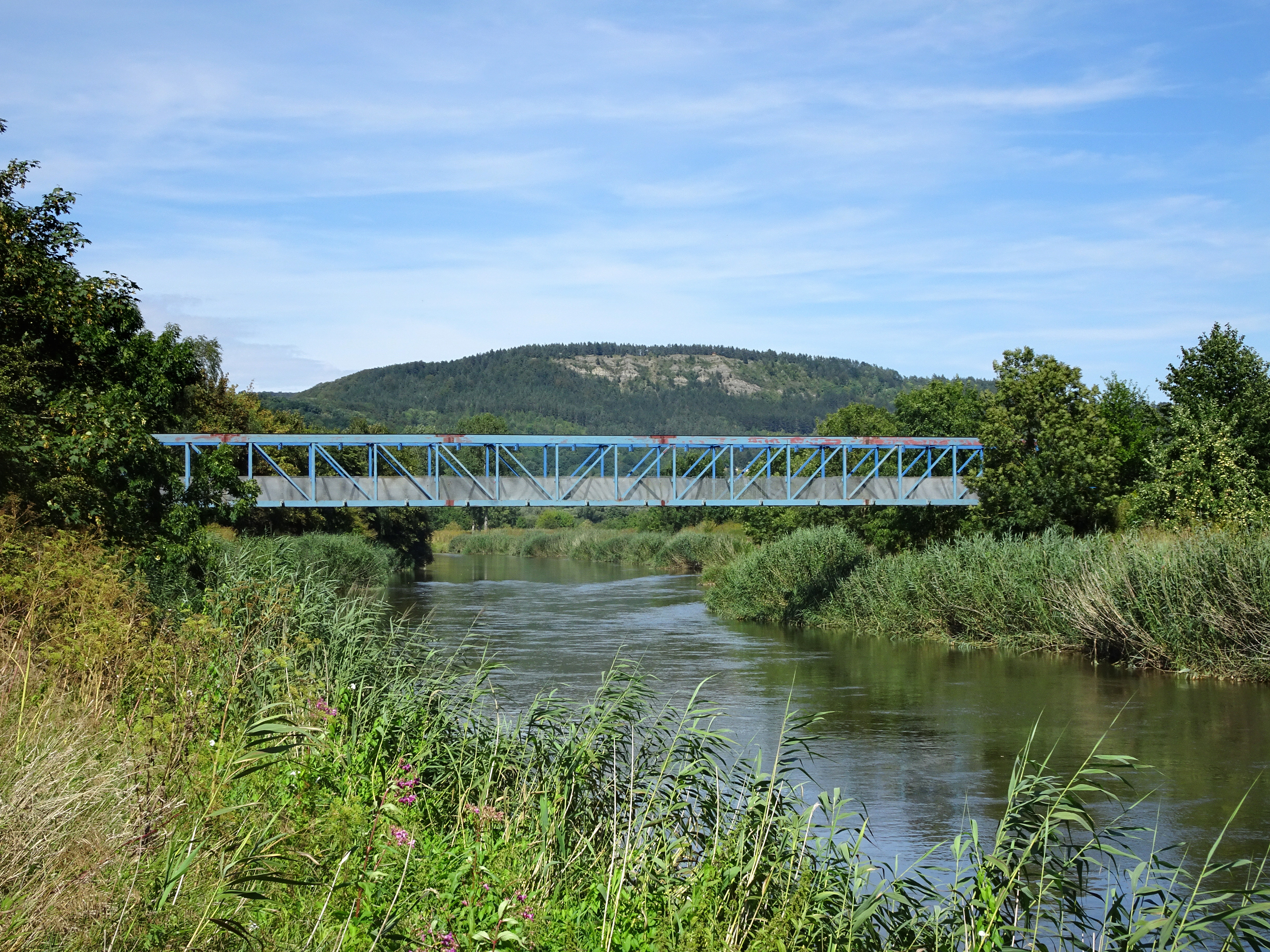
Die Flusssperre der DDR-Grenzanlagen bei Treffurt wurde zu einer Brücke für Wanderer und Radfahrer

Mit einer rund 300 Kilometer langen Strecke führt von den Quellen im Thüringer Wald, entlang des Flusses bis zur Mündung in die Weser bei Hann. Münden, der Werratal-Radweg, der gute Blicke auf das FFH-Gebiet ermöglicht. Der ausgeschilderte Fernradweg verläuft zumeist auf befestigten oder asphaltierten Rad- und Wirtschaftswegen sowie auf ruhigen Nebenstraßen. Außerdem bieten sich zahlreiche Möglichkeiten, das Gebiet zu Fuß zu erkunden. Wanderwege finden sich in nahezu allen Gebietsteilen von den Hochlagen des Thüringer Waldes bis nach Treffurt.